# Plantation

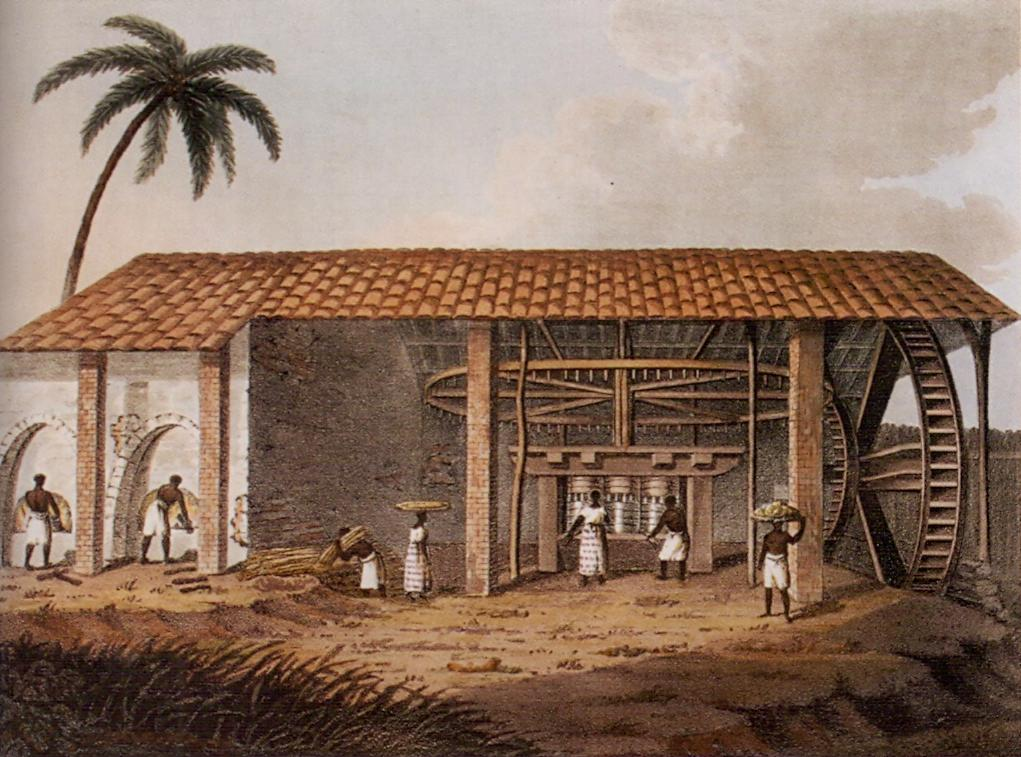
Engenho de açúcar no Brasil Colônia

Plantation (português brasileiro) ou plantação (português europeu) é um tipo de sistema agrícola baseado em uma monocultura de exportação mediante a utilização de latifúndios e mão de obra escrava. Foi muito utilizado na colonização da América — sendo mais tarde levado para a África e Ásia —, principalmente  no cultivo de gêneros tropicais, e é atualmente comum a países subdesenvolvidos, com as mesmas características, exceto por não mais empregar mão de obra escrava.

## Características
A primeira característica da economia de plantation é a monocultura. Nesse sistema, são produzidas grandes quantidades de um só produto agrícola. Os produtos cultivados por meio da economia de plantation no Brasil são cana-de-açúcar, café, entre outros.
Nesse sistema, a produção é voltada quase totalmente para o mercado externo, permanecendo no país apenas produtos de baixa qualidade. As colônias eram exploradas de uma forma especulativa, sem nenhum interesse, por parte das metrópoles, na melhora do país em que a economia de plantation era estabelecida.
A mão de obra utilizada era composta principalmente por escravos, irlandeses e indígenas. Através da dominação econômica muitos camponeses e pessoas de baixa renda também eram obrigados a trabalhar nas plantações. A economia de plantation ocasionou o surgimento de grandes latifúndios, uma vez que enormes porções de terra eram destinadas a uma só pessoa.

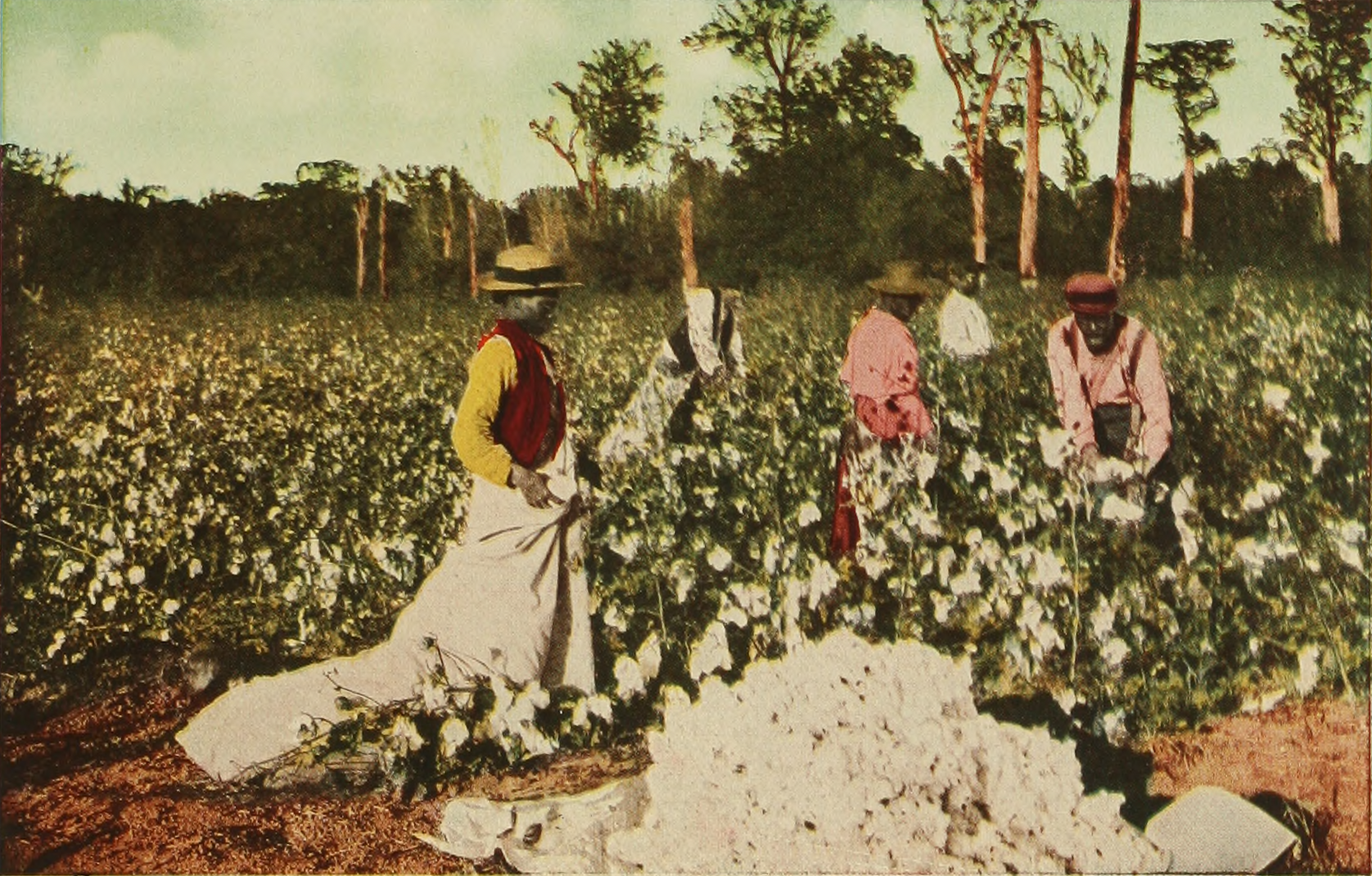
Trabalhadores afro-americanos colhendo algodão em uma fazenda de Houston, nos Estados Unidos, 1913. A escravidão no plantio de culturas como esta ajudaram a financiar a revolução industrial.

Alguns países ainda utilizam o sistema de plantation, embora a maioria tenha substituído a mão de obra escrava pela assalariada. No Brasil, a economia de plantation ainda é utilizada em regiões que cultivam cana-de-açúcar ou café.
Em outras palavras,  plantation ou  cultivo especulativo  é uma forma de cultivo comercial organizada para o mercado externo e que não considera os interesses da economia e da sociedade da região ou do país onde é realizado. Esse tipo de cultivo foi introduzido em países tropicais com a finalidade de complementar a agricultura na zona temperada (Europa), e se caracteriza por:
- grandes propriedades;
- cultivo de produtos tropicais;
- monocultura;
- emprego de mão de obra barata, inicialmente escrava;
- utilização de recursos técnicos;
- produção voltada para a exportação.